# Александровская поселковая община (Кировоградская область)
Александровская поселковая община (укр. Олександрівська селищна громада) — территориальная община в Кропивницком районе Кировоградской области Украины.
Административный центр — посёлок Александровка.
Население составляет 25800 человек. Площадь — 1150,4 км².
Община создана 12 июня 2020 года на территории упразднённого Александровского района Кировоградской области.

## Населённые пункты
В состав общины входит 3 посёлка и 50 сёл:
- Посёлок Александровка
- Елизаветградковский старостинский округ:
  - Посёлок Гайдамацкое
  - Плешки
- Лесовский старостинский округ:
  - Поселок Лесовое
- Бирковский старостинский округ:
  - Бирки
- Бовтышский старостинский округ:
  - Бовтышка
- Букварский старостинский округ:
  - Букварка
  - Раздолье
  - Тарасовка
- Весёловский старостинский округ:
  - Весёлое
  - Гаёвое
  - Полевое
- Высшеверещаковский старостинский округ:
  - Буряковое
  - Высшие Верещаки
  - Любомирка
  - Настино
- Голиковский старостинский округ:
  - Голиково
  - Крымки
- Ивангородский старостинский округ:
  - Ивангород
  - Стрымовка
- Красносёлковский старостинский округ:
  - Бандурово
  - Красносёлка
- Красносельский старостинский округ:
  - Гутницкая
  - Красноселье
- Михайловский старостинский округ:
  - Григоровка
  - Михайловка
- Несватковский старостинский округ:
  - Несватково
- Подлесненский старостинский округ:
  - Подлесное
- Разумовский старостинский округ:
  - Николаевка
  - Разумовка
- Родниковский старостинский округ:
  - Липовка
  - Марьяновка
  - Могилёв Курень
  - Родниковка
  - Ясиноватка
- Сосновский старостинский округ:
  - Низшие Верещаки
  - Сосновка
- Ставидлянский старостинский округ:
  - Свитова Зирка
  - Ставидла
  - Хайновка
- Староосотский старостинский округ:
  - Ивановка
  - Новая Осота
  - Поселяновка
  - Старая Осота
- Трилесский старостинский округ:
  - Антоновка
  - Китайгород
  - Севериновка
  - Трилесы
- Цветновский старостинский округ:
  - Ружичево
  - Цветное
- Ясиновский старостинский округ:
  - Беляевка
  - Омельгород
  - Ясиновое